# Nuits de feu
Pour plus de détails, voir Fiche technique et Distribution.
Nuits de feu est un film français réalisé par  Marcel L'Herbier et sorti en 1937.

## Synopsis
En Russie, à Saint-Pétersbourg en 1904, le procureur impérial Fédor Andreiev (Victor Francen) sort brillant vainqueur du procès d’un mari assassin de l’amant de sa femme. L’avocat de la défense, élève et ami du procureur, est le jeune débutant Serge Rostoff (Georges Rigaud). Pour le procureur, la jalousie étant la principale raison de cet homicide, le mari trompé aurait dû s’effacer pour éviter un tel crime. Le verdict est redoutable, le criminel est envoyé en déportation en Sibérie. Mais, en même temps, le procureur apprend par l’intermédiaire de sournoises indiscrétions du substitut Bobinine, encouragé par son envieuse épouse, qu’une situation similaire concerne son propre couple. En effet, il constate visuellement les relations amoureuses entre sa femme Lisa Andreieva (Gaby Moralay) et Serge Rostoff. À la suite d’une violente discussion avec son épouse et son amant, le procureur disparaît jusqu’au moment où l’on croit reconnaître et identifier son corps défiguré au bord de la Neva. Une lettre signée par Andreiev revendiquant son suicide, est retrouvée sur place.
Nommé au poste d'Andreiev, le fourbe substitut Bobinine, désirant progresser hiérarchiquement et ayant recueilli des indices accusatoires, reprend le dossier en dénonçant cette fois le couple d’amants responsable du meurtre du procureur. Mais, en même temps, personne ne peut imaginer que le procureur est bien vivant et qu’il a répondu, clandestinement, au diktat impérial pour un engagement dans le corps des armées impériales en guerre. 
La ténacité de Bobinine obtient l’annulation du mariage prévu entre les deux amants et leur comparution devant la cour d’assises  pour être condamnés lorsqu’un coup d’éclat intervient avec le retour d’Andreiev qui vient pour les innocenter en expliquant son geste profondément humain et tolérant. Son retour au front lui fera oublier sa peine en s’exposant à la mort au combat. 

## Fiche technique
- Titre original : Nuits de feu
- Réalisation  : Marcel L'Herbier, assisté de André Cerf
- Scénario : Marcel L'Herbier et T.H. Robert d'après le roman Le Cadavre vivant (1900) de Léon Tolstoï
- Dialogue : Jean Sarment
- Décors : Guy de Gastyne et Eugène Lourié
- Photographie : Louis Née et Armand Thirard
- Montage : Victor de Fast
- Musique : Jean Wiener
- Son : Robert Teisseire
- Ballet dansé par Mia Slavenkaya et Duprez, réglé par Serge Lifar
- Maquillage : Paule Déan
- Directeur de production : Simon Schiffrin
- Société de production : Ciné-Alliance
- Pays de production :  France
- Format : Son mono  - Noir et blanc - 35 mm  - 1,37:1
- Genre : Film dramatique
- Durée : 98 minutes
- Date de sortie : France - 16 avril 1937

## Distribution
- Victor Francen : Fédor Andreiev
- Gaby Morlay : Lisa Andreieva
- Madeleine Robinson : Macha, la tzigane
- Georges Rigaud : Serge Rostoff
- Sinoël : L'habitué des assises
- Mia Slavenska : Ballerina
- Paule Andral : La mère de Lisa
- Gabriel Signoret : Substitut Bobinine
- Jane Loury : Madame Bobinine
- Odette Talazac : Une tzigane
- André Nox : Le président
- René Bergeron : Un informateur
- Jean Toulout : Balichev
- René Génin : Client de Balichev
- Paulette Burguet : La camériste
- Albert Malbert : Le cocher
- Yvonne Yma : La femme du cocher
- Marguerite de Morlaye : Spectatrice à l'opéra
- Luce Fabiole : Invitée aux fiançailles
- Blanche Denège : Invitée aux fiançailles
- Jeanne de Carol : Invitée aux fiançailles
- Ernest Ferny : L'officier
- Charles Dorat : Un prisonnier
- Roger Monteaux : Le commissaire
- Titys : Un magistrat
- Roger Legris : Le jeune soldat
- Sylvain : Soldat
- Robert Ozanne : Soldat
- Robert Ralphy : Secrétaire du procureur
- Jacques Beauvais : Le pêcheur
- Pierre Juvenet : Un invité
- Roger Bontemps
- Henri Crémieux
- Gustave Hamilton
- Charlotte Lysès
- Jean Marais [2] (non crédité)

## Autour du film
L'Herbier a bien engagé comme figurant le jeune acteur Jean Marais. Or non seulement ce dernier ne figure pas au générique du film mais sa présence n'est pas visible à l'image, contrairement à ce que plusieurs biographies affirment[réf. nécessaire].